# Rafael da Silva Francisco
Rafael da Silva Francisco nebo také Rafinha (* 4. srpna 1983) je brazilský fotbalista hrající na postu ofenzivního záložníka, který v současnosti hraje za saúdskoarabský fotbalový klub Al Shabab FC.